# Abus sexuels aux Missions étrangères de Paris
Le texte peut changer fréquemment, n’est peut-être pas à jour et peut manquer de recul. 
Le titre et la description de l'acte concerné reposent sur la qualification juridique retenue lors de la rédaction de l'article et peuvent évoluer en même temps que celle-ci.
Les abus sexuels aux Missions étrangères de Paris (MEP) désignent les actes de violence sexuelle qui auraient été commis au sein de cette institution par certains de ses clercs et agents pastoraux. Le 11 mai 2023, les Missions étrangères de Paris annoncent dans un communiqué faire appel au cabinet indépendant GCPS Consulting « pour dresser un bilan sur d’éventuelles violences sexuelles commises entre 1950 et 2023 » et « encouragent toute personne le souhaitant à partager des informations pouvant être utiles au travail en cours ». L'ouverture de cette vaste étude a lieu dans un contexte où trois enquêtes de police concernant des prêtres des Missions étrangères de Paris sont en cours, dont l’une met en cause Georges Colomb, ancien supérieur et évêque de La Rochelle et Saintes. En décembre 2024, le rapport de GCPS Consulting révèle 63 cas d'abus sexuels commis par plusieurs prêtres depuis 1950 et des défaillances de la part des MEP.

## Enquête judiciaire concernant Aymeric de Salvert
Ordonné par le diocèse de Versailles en 1997, Aymeric de Salvert, prêtre des Missions étrangères de Paris, est envoyé comme missionnaire au Japon où il passe 14 ans. En 2011, il est renvoyé par l'évêque de Sapporo en raison de relations sexuelles avec un adulte, qui, à la connaissance des MEP, ont été consenties, contraires cependant à son engagement ecclésiastique. À son retour en France, il devient responsable du foyer des vocations et des jeunes volontaires des MEP jusqu'en 2015. Début 2016, il est envoyé comme aumônier dans une communauté religieuse féminine afin de bénéficier d'un suivi psychologique, après le signalement en 2015 d'un jeune adulte auprès du cardinal Philippe Barbarin qui prévient le supérieur des MEP, à cette l'époque, Georges Colomb. En juin 2017, Gilles Reithinger, alors supérieur des MEP (2016-2021), trouve un accord avec Emmanuel Delmas, évêque d'Angers, pour accueillir Aymeric de Salvert comme curé de trois paroisses du Maine-et-Loire dans le Choletais. Il est ensuite nommé en 2019 curé de la paroisse de Saint-Martin-en-Longuenée au Lion-d’Angers,.
Le 7 avril 2023 les communiqués du Procureur de la République d'Angers et des MEP révèlent qu'Aymeric de Salvert a été placé en garde à vue le 5 avril « pour des faits de viols aggravés sur adultes qui auraient été commis il y a plusieurs années ». Le presbytère du Lion d'Angers où il réside est également perquisitionné. La question du consentement du jeune adulte qui s'était manifesté en 2015 « donne lieu à une partie des investigations judiciaires ». L'enquête pour viol aggravé et non-dénonciation de crime date de novembre 2022. Elle fait suite à un signalement en janvier 2022 par le supérieur général des MEP, Vincent Sénéchal, et l’évêque d’Angers, Emmanuel Delmas. Le signalement a lui-même été précédé d’une alerte par la cellule d’écoute pour les victimes d’abus du diocèse de Nantes. Le témoignage recueilli faisait état de relations sexuelles au Japon et en France avec des personnes majeures en situation de fragilité. Aymeric de Salvert est relâché et n'est pas mis en examen au stade de l'enquête qui se poursuit. Il est suspendu de ses fonctions par les MEP et le diocèse d'Angers et fait l'objet d'une enquête canonique préalable « avec des mesures conservatoires, dont l’interdiction de culte et de sacrements en public »,. Dans un contexte « où des cas actuels comme anciens d’abus sexuels ou spirituels ont été signalés » quelques mois auparavant, une vaste enquête indépendante est à l'étude aux MEP, confiée au cabinet britannique GCPS Consulting, qui a notamment été missionnée par L'Arche internationale et les Focolari dans des affaires d'abus sexuels. Cette enquête est demandée par les MEP,,.

## Demande d'audit auprès de GCPS Consulting
Dans un communiqué daté du 11 mai 2023, les Missions étrangères de Paris annoncent avoir confié au cabinet indépendant GCPS Consulting une étude portant sur d'éventuels faits d'abus qui auraient pu être commis entre 1950 et 2023 . Le supérieur des MEP, Vincent Sénéchal, indique que six cas d'abus sexuels sont connus : « deux prêtres qui font l’objet d’une enquête judiciaire, deux enquêtes canoniques préalables en Thaïlande qui ont été classées sans suite, et deux cas anciens, de prêtres décédés en France et en Thaïlande ». Selon lui, d'autres personnes se sont manifestées auprès de la Commission reconnaissance et réparation (CRR) mise en place par la CORREF. L'étude se basera sur l'examen des dossiers dans les archives parisiennes des 1247 missionnaires qui ont servi ou servent les MEP depuis 1950 et des dossiers détenus localement dans les pays de mission. La fin de l'étude est fixée à la fin de l'année 2023 en novembre ou décembre,. Selon le quotidien La Croix « la mise en cause récente de plusieurs prêtres des MEP interroge sur l’existence d’une culture du secret et de la transgression, propice à la commission de violences sexuelles ».
Le 21 juin 2023, le Tribunal pénal canonique national annonce dans un communiqué « avoir reçu mandat du Supérieur général des Missions étrangères de Paris (MEP), de mener l’enquête préliminaire canonique concernant les différentes affaires mettant en cause certains des membres de cet institut ».
Le rapport de GCPS Consulting est rendu public le 12 décembre 2024 sur la base de l'étude de 350 dossiers de clercs. Il révèle 63 cas d'abus sexuels commis par 46 prêtres des MEP dans 14 pays depuis 1950. Les signalements proviennent en premier lieu de la France, suivie par la Thaïlande et le Cambodge. Le rapport met en lumière des « défaillances » de la part des MEP : déplacements de prêtres et minimisation des faits par volonté de protéger l’institution,,. Selon le cabinet GCPS « le nombre total d’allégations recensées (sur soixante-quatorze ans) est faible. [...] Il est probable que le nombre réel des cas de violences sexuelles perpétrées par des prêtres [des] MEP soit largement supérieur. ». Le rapport note à partir des années 2010, au siège même des MEP à Paris, une recrudescence de signalements qui dénoncent « une atmosphère équivoque » et « des comportements ambigus de la part de certains prêtres résidant rue du Bac, interprétés comme une forme de pression pour des relations sexuelles ».

## Enquête judiciaire concernant Georges Colomb

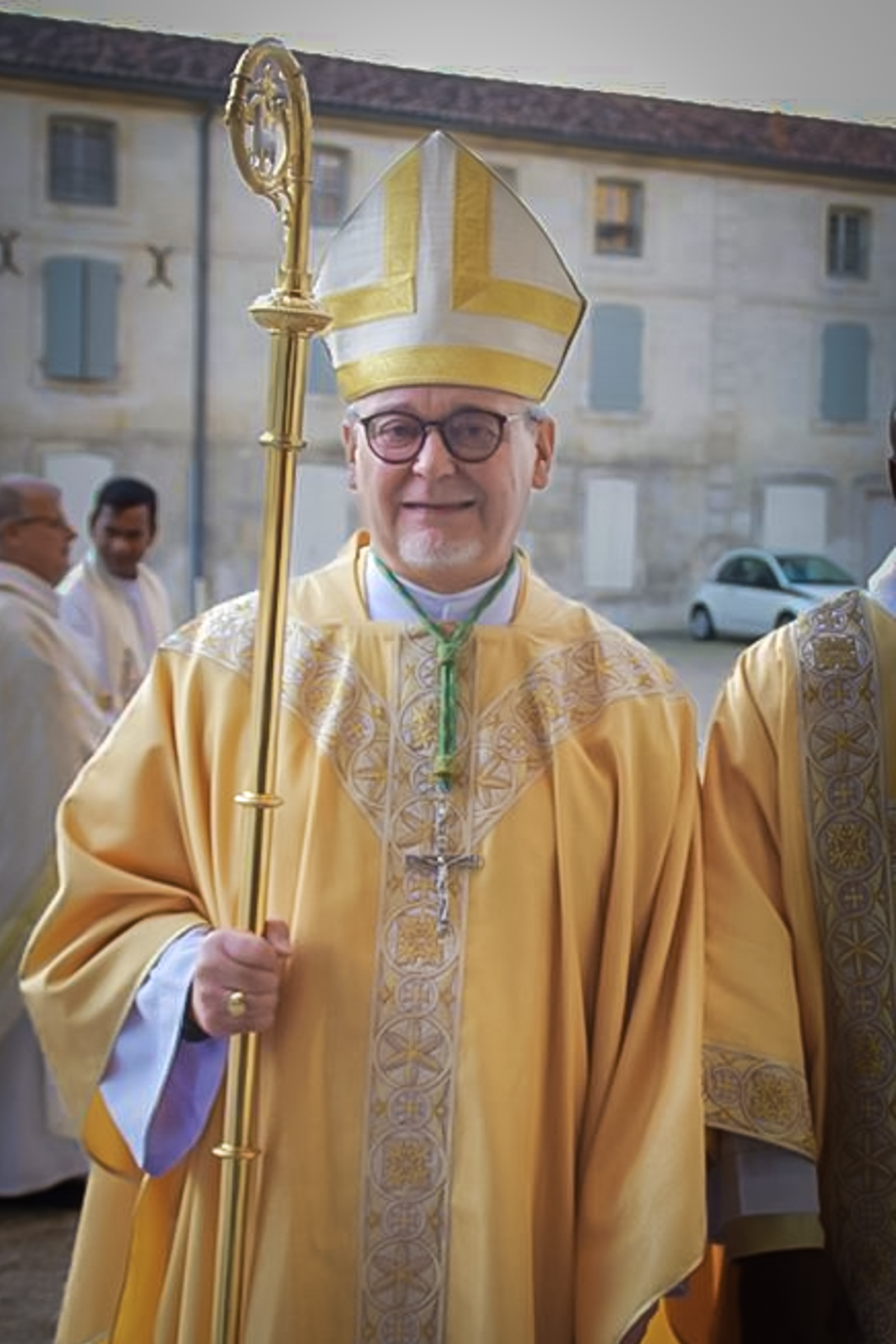
Georges Colomb en 2020

Le 13 juin 2023, trois titres de la presse catholique, La Croix, Famille Chrétienne et La Vie, publient une enquête issue d’une « collaboration inédite pour vérifier certaines informations et mutualiser plusieurs contacts – chaque titre restant indépendant quant au travail journalistique »,,. Ces publications font l'objet le même jour d'un communiqué de la Conférence des évêques de France. Elles révèlent que le 24 mai 2023 le parquet de Paris a ouvert une enquête préliminaire contre l'évêque de La Rochelle, Georges Colomb, pour « tentative de viol » sur un homme majeur,. Ce dernier, Nicolas, un catholique originaire de Strasbourg, ami d'un prêtre des MEP, occupant à titre gratuit une chambre à leur maison-mère lors de ses passages à Paris, dit avoir été agressé en 2013 par Georges Colomb, alors supérieur des MEP (2010-2016), dans son appartement privé,. Les faits auraient été signalés dès 2013 par Nicolas à Gilles Rethinger, ce que conteste l'intéressé qui rapporte que Nicolas lui aurait seulement fait part d'une demande de massage de la part de la part de Georges Colomb, fait signalé par Gilles Reithinger au nonce apostolique, Luigi Ventura. 
Un prêtre des MEP affirme cependant avoir été informé par Gilles Reithinger de l’existence d’une relation sexuelle entre Georges Colomb et un homme majeur. Il l’a écrit dans des courriers envoyés en 2016 à de hauts responsables d’Église, Philippe Barbarin puis Luigi Ventura, les cardinaux André Vingt-Trois, Marc Ouellet, Fernando Filoni avant la nomination de ce dernier comme évêque,. « Les faits supposés ont fait l’objet d’un double signalement à la justice le 22 mai [2023] de la part de la Commission reconnaissance et réparation (CRR) de la Conférence des religieux et religieuses de France (Corref) et des Missions étrangères de Paris (Mep) après qu’une victime s’est manifestée auprès d’elles au cours du mois d’avril dernier. » Le père Vincent Sénéchal, actuel supérieur des Mep, et son vicaire général, le père Étienne Frécon, disent avoir reçu Nicolas et l'avoir encouragé à porter plainte. Dans un communiqué, Georges Colomb dément les faits. Il demande au pape François d'être placé en retrait le temps de l'enquête, tout en restant évêque de La Rochelle. L’évêque annule sa participation prévue aux Journées mondiales de la jeunesse à Lisbonne ainsi qu’aux autres évènements diocésains. Le 22 juin 2023, le pape François accepte sa mise en retrait temporaire du diocèse et nomme François Jacolin, évêque de Luçon, administrateur apostolique du diocèse. Il est mis en examen le 17 novembre 2023 pour tentative de viol sur un homme majeur, qui aurait eu lieu en 2013, et placé sous contrôle judiciaire.

## Allégations concernant Gilles Reithinger

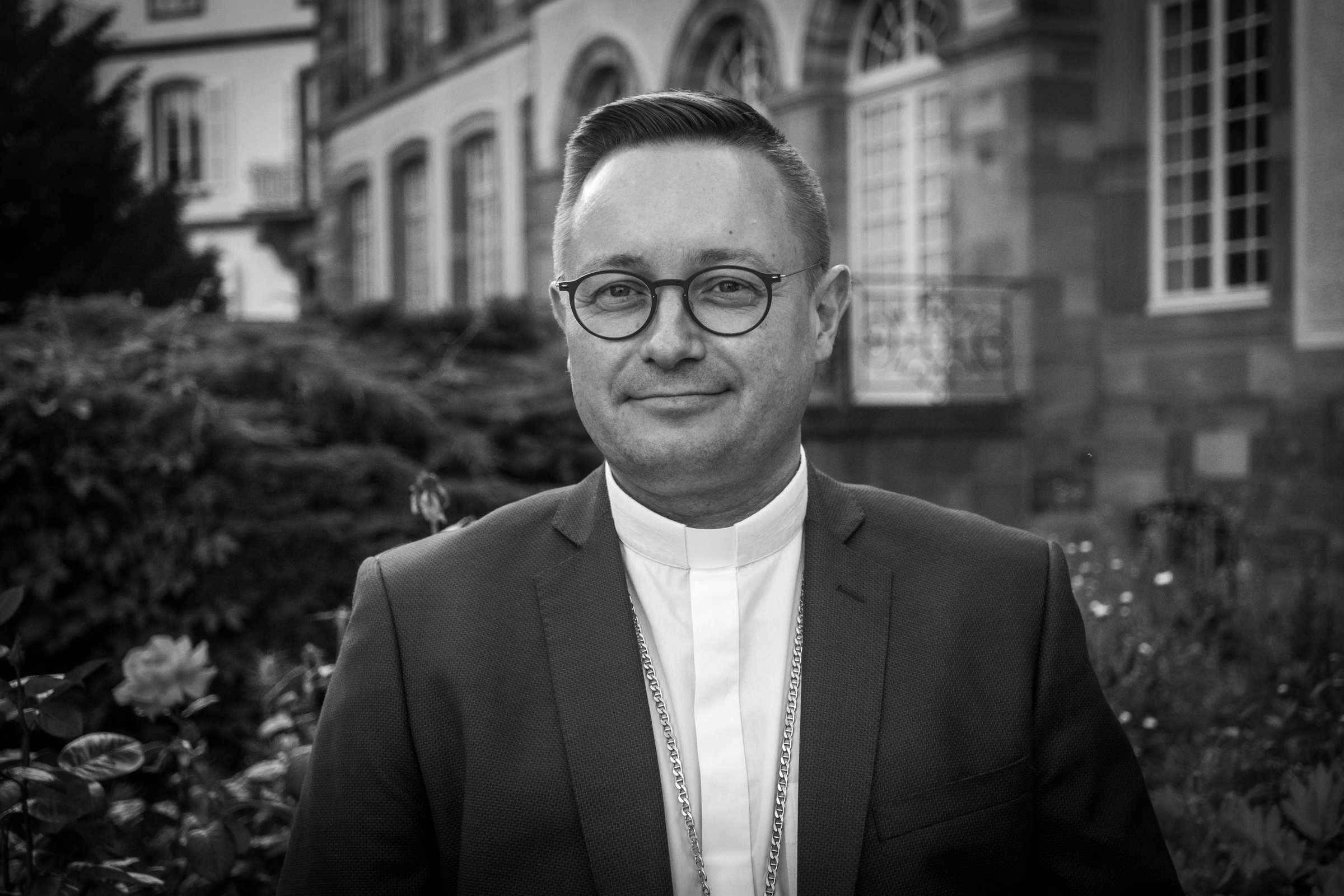
Gilles Reithinger en juin 2021.

Le 21 septembre 2022, Timothée Béguin, un adulte expatrié au Japon, atteint du syndrome d'Asperger, dépose une plainte contre Philippe Rittershaus, prêtre aux MEP, pour viol sur personne vulnérable, des faits qui auraient été commis au Japon en juillet 2022, ce que conteste l'avocate du prêtre qui évoque des relations sexuelles consenties. Originaire du Nord de la France, Philippe Rittershaus a été ordonné prêtre en 2010 et envoyé en 2011 au Japon dans le diocèse de Sapporo où se trouve également un autre prêtre des MEP issu du diocèse d'Orléans. Il se dit victime d’« un environnement porteur au vice » dès son entrée au séminaire. Gilles Reithinger, ancien supérieur général des MEP de 2016 à 2021, puis évêque auxiliaire du diocèse de Strasbourg, est désigné par Philippe Rittershaus « comme l’un des prêtres qui l’auraient initié à une vie sexuelle active et secrète au sein du clergé ». Gilles Reithinger nie les accusations de Philippe Rittershaus. En ce qui concerne Timothée Béguin, Gilles Reithinger a le 12 décembre 2022 déposé plainte contre lui pour « menaces de mort, harcèlement et diffamation » après de nombreuses vidéos publiées par Timothée Béguin sur YouTube à partir de juillet 2022. Dans un droit de réponse adressé aux Dernières Nouvelles d'Alsace par l'intermédiaire de son avocate, Timothée Béguin conteste certaines affirmations de l'article qui lui est consacré. L'évêque auxiliaire de Strasbourg fait l'objet d'une enquête canonique préalable pour ses éventuels manquements à son vœu de chasteté, mais il n'est pas mis en examen par la justice civile.
Le 14 février 2024, Gilles Reithinger, toujours objet d'une enquête canonique, démissionne de ses fonctions d'évêque auxiliaire de Strasbourg. Des raisons de santé sont invoquées par Philippe Ballot, administrateur apostolique du diocèse. L'affaire embarrasse l’État français et le Vatican, étroitement associés dans la gestion du diocèse concordataire de Strasbourg.

## Enquête de la cellule investigation de Radio France
Le 15 septembre 2023, une enquête journalistique menée par Julie Dungelhoeff et Karina Chabour, journalistes à France 24, dévoile que deux prêtres des MEP en Asie seraient impliqués dans des affaires d'abus sexuels. Le père Gabriel Tygréat, décédé en 2007, directeur pendant 30 ans d'un pensionnat au sein du peuple Karen en Thaïlande est mis en cause par cinq témoins victimes d'agressions sexuelles répétées de la part du prêtre. Les témoignages sont recueillis par un autre prêtre des MEP résidant en Thaïlande, le père Camille Rio, qui alerte en 2020 Gilles Reithinger qui n'aurait donné aucune suite à ce signalement, ce que conteste l'avocat de l'ancien supérieur général des MEP en arguant que le nonce apostolique, Luigi Ventura, a été mis au courant, mais qu'aucune poursuite n'était possible compte-tenu de la mort du mis en cause. 
Le père Camille Rio, suspendu par sa hiérarchie de sa mission, a également signalé le cas d'un autre prêtre ayant opéré en Thaïlande, toujours en activité dans un autre pays d'Asie. Les MEP affirment que l’enquête du supérieur local, « qui a interviewé 11 personnes, n’a pas établi la vraisemblance d’agression ». Des témoignages mettant en cause le prêtre ont été cependant recueillis par les journalistes de France 24 qui ont réalisé un reportage intitulé « Un si lourd silence ». Dans le reportage, le supérieur général des MEP, Vincent Sénéchal, reconnaît ne pas rechercher « dans une démarche proactive » d'éventuelles victimes, de crainte de réveiller chez elles un traumatisme, mais affirme se tenir à leur disposition,.